# 山室勇臣
山室 勇臣（やまむろ ゆうしん、1917年（大正6年）8月31日 - 2016年（平成28年）2月27日）は、日本の銀行家、教育者。三菱銀行（現・三菱UFJ銀行）副頭取を務めた後、財団法人国際教育振興会理事長、ダイヤモンドリース（現・三菱HCキャピタル）社長・会長・相談役、国際大学第4代理事長。

## 概観
東京府生まれ。陸軍中将・山室宗武の次男。
大東亜戦争の勃発した前年の1940年（昭和15年）7月、第七回日米学生会議では、宮澤喜一（東京帝国大学）、山崎秀之（神戸商科大学）、苫米地俊博（東京商科大学）の3名と共に日本側学生として参加。総務委員長を務めたが、特高警察が「この国家非常時に、毛唐と一緒に騒ぎ立てるとは何事か」と叱責を受ける。
三菱銀行入行以来、八重洲口、ニューヨークの各支店長、本店次長を経て調査、国際の両部長を歴任。三菱の国際化戦略を担当。頭取レースを伊夫伎一雄と争い、敗れるとダイヤモンドリースの会長に就いていたが、学校法人国際大学の理事長に就任。役員として任務に当たる。

## 経歴
- 1917年 - 東京府生まれ。
- 1941年 - 慶應義塾大学経済学部卒業。
  - 同年 -  三菱銀行入行。
- 1970年 - 常務。
- 1972年 - 専務。
  - 同年11月 - 副頭取。
- 1984年 - ダイヤモンドリース会長。
- 1991年 - 学校法人国際大学理事長。
- 2016年2月27日 - 慢性心不全のため死去[4]。

## 登場作品
- 城山三郎 『友情力あり』（講談社）